# Alina Ivanova
Alina Petrovna Ivanova (rusko Алина Петровна Иванова), ruska atletinja, * 16. marec 1969, Kildiševo, Sovjetska zveza.
Nastopila je na poletnih olimpijskih igrah leta 1992, kjer je v hitri hoji na 10 km odstopila. Na svetovnih prvenstvih je osvojila naslov prvakinje v isti disciplini leta 1991. V nadaljevanju kariere se je preusmerila v maraton, dvakrat je osvojila Praški maraton ter po enkrat Pittsburški maraton in Hongkonški mararon.